# Silvia Rieger
Silvia Sabine Rieger (ur. 14 listopada 1970 w Hinte) – niemiecka lekkoatletka, płotkarka, trzykrotna medalistka mistrzostw Europy, dwukrotna olimpijka. Do czasu zjednoczenia Niemiec reprezentowała RFN.

## Kariera sportowa
Specjalizowała się w biegu na 400 metrów przez płotki, choć sukcesy odnosiła również w sztafecie 4 × 400 metrów. Na mistrzostwach Europy juniorów w 1987 w Birmingham zdobyła złoty medal w biegu na 400 metrów przez płotki i srebrny medal w sztafecie 4 × 400 metrów. Zdobyła brązowy medal w biegu na 400 metrów przez płotki na mistrzostwach świata juniorów w 1988 w Greater Sudbury. Ponownie zwyciężyła w tej konkurencji, a także zdobyła brązowy medal w sztafecie 4 × 400 metrów na mistrzostwach Europy juniorów w 1989 w Varaždinie. Odpadła w półfinale biegu na 400 metrów przez płotki na mistrzostwach Europy w 1990 w Splicie.
Już jako reprezentantka zjednoczonych Niemiec wystąpiła na igrzyskach olimpijskich w 1992 w Barcelonie, gdzie odpadła w eliminacjach biegu na 400 metrów przez płotki. Na mistrzostwach świata w 1993 w Stuttgarcie odpadła w półfinale tej konkurencji.
Zdobyła srebrny medal w biegu na 400 metrów przez płotki na mistrzostwach Europy w 1994 w Helsinkach, przegrywając jedynie z Sally Gunnell z Wielkiej Brytanii, a wyprzedzając Annę Knoroz z Rosji. Zajęła 2. miejsce na tym dystansie w zawodach pucharu świata w 1994 w Londynie, również za Gunnell, a przed Knoroz. Zajęła 6. miejsce w tej konkurencji na mistrzostwach świata w 1995 w Göteborgu i 8. miejsce na igrzyskach olimpijskich w 1996 w Atlancie, a także odpadła w półfinale na mistrzostwach świata w 1997 w Atenach.
Zwyciężyła w sztafecie 4 × 400 metrów (która biegła w składzie: Anke Feller, Uta Rohländer, Rieger i Grit Breuer) oraz zdobyła brązowy medal w biegu na 400 metrów przez płotki (wyprzedziły ją Ionela Târlea z Rumunii i Tetiana Tereszczuk-Antipowa z Ukrainy) na mistrzostwach Europy w 1998 w Budapeszcie. Zajęła 5. miejsce w biegu na 400 metrów przez płotki w zawodach pucharu świata w 1998 w Johannesburgu.
Odnosiła sukcesy w pucharze Europy. Zwyciężyła w biegu na 400 metrów przez płotki w 1999, zajęła 2. miejsca w 1996 i 1997 oraz 3. miejsce w 1998.
Rieger była mistrzynią RFN, a później Niemiec w biegu na 400 metrów przez płotki w latach 1990, 1993 i 1999–1999, wicemistrzynią na tym dystansie w 1991, 1992, 1994 i 1995 oraz brązową medalistką w 1987. W hali była wicemistrzynią Niemiec w biegu na 400 metrów w 1995.

## Rekordy życiowe
Rekordy życiowe Rieger:
- bieg na 400 metrów przez płotki – 54,22 s (11 września 1998, Johannesburg)
- bieg na 400 metrów – 52,95 s (9 sierpnia 1998, Leverkusen)
- bieg na 400 metrów (hala) – 53,25 s (20 lutego 1999, Karlsruhe)